# Dorota brandenburska (1446–1519)
Dorota brandenburska (ur. 1446, zm. w marcu 1519) – córka Fryderyka II Żelaznego. Była księżniczką brandenburską, i przez małżeństwo z Janem IV księżną saską. Była siostrą Małgorzaty brandenburskiej – pierwszej żony Bogusława X

## Potomstwo
Z małżeństwa z Janem miała dzieci:
- Adelheid (zm. w młodym wieku)
- Zofia
- Magnus I (1470–1543), książę Sachsen-Lauenburg
- Erich II (1472–1522), biskup Hildesheim i Münster
- Katarzyna, zakonnica
- Bernard (zm. 1524)
- Jan IV. (1483–1547), biskup Hildesheim
- Rudolf (zm. 1503)
- Elżbieta (zm. ok. 1542)
- Henryk (zm. w młodym wieku)
- Fryderyk (zm. przed 1501)
- Anna (zm. 1504)